# Tabellverket
Tabellverket kallades den tidigaste befolkningsstatistiken i Sverige som inrättades 1749. Initiativtagare var Vetenskapsakademiens sekreterare Pehr Elvius.
Genom inrättandet ålades alla sockenpräster att årligen, från 1752 vart 3:e år inlämna tabellsammandrag av befolkningsförhållanden som utdrag ur kyrkböckerna. För bearbetande av dessa uppgifter inrättades Kommissionen över tabellverket, senare kallad Tabellkommissionen.
Den ersattes senare av Statistiska beredningen och Statistiska tabellkommissionen, med uppgift att sammanställa befolkningsdata för hela riket. Den ersattes 1858 i Sverige av Statistiska centralbyrån och i Storfurstendömet Finland av Statistikcentralen.